# بسته الحاقی
بسته الحاقی (به انگلیسی: Expansion pack) یا بستهٔ تکمیلی یا dls، افزونه‌ای برای بازی‌های نقش آفرینی، رومیزی یا بازی ویدئویی است. این افزونه‌ها خود می‌توانند یک بازی باشند، ولی معمولاً برای اجرا نیاز به بازی اصلی دارند. این بسته‌ها معمولاً می‌توانند مناطقی جدیدی در بازی، سلاح‌ها، اشیاء یا داستانی اضافه برای تکمیل کردن بازی باشند. در حالی که بسته تکمیلی به‌طور معمول توسط خالقان اصلی بازی طراحی می‌شود، توسعه‌دهندگان بازی‌های ویدئویی برخی مواقع این کار را به شرکت‌های ثالث سازنده بازی واگذار می‌کنند.